# Ропп, Христофор Христофорович фон дер
Христофор Христофорович фон дер Ропп (?—1728) — генерал-поручик русской императорской армии.

## Биография
Сын саксонского полковника Христофора Фридриха Роппа и его второй жены Урсулы родился в Курляндии.
Служил «в Саксонском войске майором к Государстве Польском Его Королевского Величества Августа». В 1703 году был принят Петром I на русскую службу. Участвовал в Северной войне, в 1704 году был ранен. В 1706 году находился в походе с полком генерала Паткуля и в 1707 году был пожалован в подполковники, а по возвращении из похода произведён в полковники и вскоре был переведён старшим генеральс-адъютантом к генерал-фельдмаршалу князю А. Д. Меншикову.
Именным указом 12 апреля 1708 года был «пожалован» Астраханским драгунским полком, с которым в Полтавскую кампанию участвовал в сражении при Головчине, был ранен. После почти годового лечения возвратился вновь на службу и при сформировании после Полтавской битвы из драгунских полков трёх десятиротных полков, получил в командование в сентябре 1709 года один из этих полков, названный его именем: полк фон дер Роппа (затем — 13-й драгунский Военного Ордена полк), который был направлен для усиления отряда русского генерал-фельдмаршала Гольца, находившегося в Польше для действий против сторонников Станислава Лещинского. В сражении с воеводой Киевским Потоцким при местечке Одоляны (в октябре 1709 года) под фон дер Роппом одна лошадь была убита, а две ранены.
Затем он участвовал с полком в русско-турецкой войне, был в деле при Рашкове, а затем при реке Пруте, в котором потерял немало людей. После этого он участвовал в Померанской войне, «по окончании которой из состава его полка были выбраны в 1716 году 12 великанов, отправленных в подарок Прусскому королю, оставшемуся очень довольным таким подарком». В 1716 году был произведён в бригадиры, продолжая командовать полком — до своего производства в генерал-майоры 15 марта 1719 года.
Произведённый 1 января 1726 года в генерал-лейтенанты, состоял в Украинском корпусе, заведуя Царицынской сторожевой линией. В декабре 1726 года он значился, в списке генералитета, «при армии» и до смерти находился на Царицынской линии. Умер в начале 1728 года.
Уже после его смерти указом Верховного тайного Совета от 18 марта 1728 года было поручено Алексею Зыбину произвести исследование по жалобам малороссиян на генерала Вейсбаха, генерал-майора Дукласа и покойного генерал-лейтенанта Роппа, с увольнением двух первых от их команд; 21 июня Зыбин был заменен в роли следователя генерал-фельдмаршалом князем M. M. Голицыным. Фон дер Ропп владел имениями, которые оставил своим племянникам Христофору Адаму и Эрнесту Вилиму фон дер Роппам и племяннице Шарлотте фон Мюлленфельс и Василию фон Виттену.